# エティエンヌ・ブラン
エティエンヌ・ブラン（Étienne Blanc, 1954年8月29日 - ）は、ローヌ県ジボール出身のフランスの政治家。
共和党員であり、1991年から2019年までディボンヌ＝レ＝バン市長、2002年から2016年までアン県第3区選出の国民議会議員、2016年から2020年までオーヴェルニュ＝ローヌ＝アルプ地域圏議会第1副議長、2020年フランス地方自治体統一選挙の際はリヨン市長候補であった。2020年9月27日、ローヌ県選挙区で元老院議員に当選。

## 略歴

### 出生・学歴
1954年8月29日、ローヌ県ジボールで生まれ、幼少時代をヴィエンヌ、リヨン、アン県、ジボールを行き来しながら過ごした。
リヨン第３大学で法律を学び、法律学で専門高等研究学位（DESS）（修士号に相当）を取得し、弁護士資格を得た。

### 政治家として

#### 国民議会
2002年6月16日、アン県第3区で国民議会議員に当選。国民運動連合の党員として、行政改革に関する2つの法、会計検査院の職員の身分に関する法、計3つの法の報告人を務めた。2007年6月17日、2次選を突破して再選。当選2期目では、成人への刑事司法決定執行に関する情報業務の報告人、被害者の新たな権利の設定・刑罰執行改善にかかる法案の報告人及び取材源保護に関する法の報告人を務めた。2008年10月には、狩猟免許簡易化に関する法律案の作成に携わった。2012年フランス議会総選挙では第2次選で社会党候補に対して55.2%の票を獲得し、3回目の当選を果たした。多選禁止を理由に2016年3月10日に国民議会議員を辞職し、ディボンヌ＝レ＝バン市長の業務に専念するとした。
在任中、アン県の住人のデモニム制定のために活動した。ブランは、アン県にデモニムが存在しないことによって、同県の経済成長が阻害されていると考えていた。2018年6月以来、インターネット調査によると、アン県の住民は"Aindinois"、"Aindinoise"といったデモニムを使用している。
2010年ローヌ＝アルプ地域圏議会選挙の国民運動連合予備選で名簿第1位をフランソワーズ・グロステットと争い、敗北した。
2013年、「バカの壁」に自身が掲示されたのを受けて判事組合を告訴した。
同性婚反対を公言している。2012年、子供の保護に関する声明に署名し、地方議員として同性カップルの結婚を許可しないことを約束している。2014年には、同性婚法の廃止を望む候補を2014年元老院選挙で支持するべく、ラ・マニフ・プール・トゥース運動に参加した。.

#### 地方政治
2016年1月、オーヴェルニュ＝ローヌ＝アルプ地域圏議会第1副議長に選出され、財政、総務、予算経済、領域横断政治を担当した。 ブランは、当時リヨン市及びリヨン都市圏の出資拒否により閉館を余儀なくされていた織物博物館の救済に取り組んだ。
財政を担当し、地域圏の機能に係る経済計画を主導し、3年間で3億ユーロの歳出削減目標を達成した。
2020年リヨン市議会選挙では市長候補であったが、1次選での得票率は17%であり、次点であった。2次選では、ヤン・キュシュラ率いる共和国前進と名簿を合体するも、グレゴリ・ドゥセ率いるヨーロッパ・エコロジー＝緑の党及び左派連合の名簿に大敗した。
ブランは、2022年フランス大統領選挙に向けた 2021年共和党大会でミシェル・バルニエを支持した。しかし、ブランはエリック・ゼムールや同氏のヴィシー政権に関する発言に対して曖昧な姿勢をとり、2021年11月頭にリヨン市議会共和党会派執行部を去ることとなった。ブランは、自分の選挙対策部長補佐と異なり、最終的にエリック・ゼムールに伍する意思を否定した。

#### 元老院議員
2020年9月27日の2020年元老院選挙では、ブランは共和党の名簿で出馬した。共和党の名簿は16.27%の得票率を達成し、ブランが元老院議員に当選した。